# Кнежія
Кнежія (хорв. Knežija) — місцевість у столиці Хорватії Загребі, одна з давніх частин історичного району Трешнєвка. Має статус міського населеного пункту — столичної самоврядної одиниці другого рівня, керівництво якою здійснює місцевий комітет. Налічує близько 10 500 жителів.
Останнім часом місцевість пережила оновлення: зведено багато нових будинків і від старого вигляду району майже не залишилось і сліду.
У Кнежії базується музичний ансамбль «Трешнєвка», який існує вже понад 30 років, пропагуючи хорватську національну, оркестрову й вокальну музику та інструмент під назвою тамбура.